# Reinhard Wosniak
Reinhard Wosniak (* 10. Juli 1953 in Frohburg/Sachsen; † 16. Mai 2020) war ein deutscher Schriftsteller.

## Leben
Reinhard Wosniak besuchte in seiner Geburtsstadt Frohburg die Schule, legte 1972 sein Abitur ab und studierte danach Schiffstechnik in Rostock. Anschließend promovierte er mit einer Arbeit über experimentelle und theoretische Strömungsanalysen zum Doktor der Ingenieurwissenschaften und arbeitete bis 1990 in einem Ingenieurbüro. In dieser Zeit schrieb er erste Prosa- und Liedtexte und war einige Jahre Mitglied einer Band.
Über die Wendezeit hinweg arbeitete Reinhard Wosniak zunächst nebenberuflich, dann als freier Mitarbeiter für mehrere Zeitungen und Journale, aber auch für den Rundfunk, verfasste Rezensionen zu Literatur, Konzerten, Sprech- und Musiktheater.
Seit 1993 war Wosniak Angestellter einer ärztlichen Körperschaft und dort seit 1995 zuständig für Qualitätssicherung. Darüber hinaus betreute und entwickelte er Projekte für die ambulante, präventive und Tele-Medizin und war eine Zeitlang Mitherausgeber des Jahresbandes des Teltower Kreises zu Problemen im deutschen Gesundheitswesen.
Neben seiner beruflichen Tätigkeit trat Wosniak in der Folge seines Erstlingsromans Stilicho (1989) in größeren Abständen mit schriftstellerischen Werken an die Öffentlichkeit – ohne sich dabei auf ein Sujet festzulegen. Er schrieb Erzählungen, Novellen und Romane, aber auch Essays. Mit den umfangreichen kunstpsychologischen Betrachtungen Morbus – Eine Krankheit in Europa legte er 1998 eine eigenwillige Arbeit über Grenzgänger in der europäischen Kunstgeschichte vor. Nach dem heiter-hintergründigen Wende-Roman Sie saß in der Küche und rauchte (1995) und einer Sammlung von Künstler-Novellen (Pietà, 1996) veröffentlichte Reinhard Wosniak 2013 nach längerer Pause mit Felonie einen zweiten, umfangreichen Gegenwartsroman, den ersten Teil einer Trilogie. Die Geschichte zweier deutscher Familien greift thematisch und erzählerisch weit aus, hat ihren Schwerpunkt in den 1950er-Jahren und kündigt am Ende eine Fortsetzung an, die 2018 mit Die Kinder des Mondes erfolgte und im März 2020, wenige Wochen vor Wosniaks Tod, mit Die Nacht der Ameisen ihren Abschluss fand. Postum ist eine (Neu-)Herausgabe der Romantrilogie unter dem Titel Die Villa vorgesehen.
Reinhard Wosniak war verheiratet und hatte eine Tochter. Er lebte und arbeitete in Seehof am Schweriner See. In seinen letzten Lebensjahren litt Wosniak an der neurologischen Krankheit MSA; er starb im Mai 2020 im Alter von 66 Jahren.

## Werke

### Erzählende Literatur
- Stilicho. Historischer Roman. Buchverlag Der Morgen, Berlin 1989, ISBN 3-371-00241-1.
- Trauerarbeit. Erzählung. In: Erst am Tag bereue ich. Textsammlung, Förderkreis Literatur Mecklenburg-Vorpommern e. V., Schwerin 1994.
- Sie saß in der Küche und rauchte. Roman. Mitteldeutscher Verlag, Halle 1995, ISBN 3-354-00856-3.
- Pietà. Novellen. Mitteldeutscher Verlag, Halle 1996, ISBN 3-354-00890-3.
- Doppeltes Spiel, Erzählung. In: Risse - Zeitschrift für Literatur in Mecklenburg-Vorpommern, 8/2001, Rostock 2001, ISSN 0949-7994.
- Der mittlere Leiter. Erzählung. In: Risse – Zeitschrift für Literatur in Mecklenburg-Vorpommern, Sonderheft Nr. 2, Rostock 2001, ISSN 0949-7994.
- Der Eleve und: Der Anmacher. Zwei Erzählungen. In: Bere Grie - Jahreslesebuch des Literaturförderkreises Kuhtor e.V. Rostock, Rostock 2004.
- Felonie. Roman. Projekte-Verlag Cornelius, Halle (Saale) 2013. ISBN 978-3-95486-367-9.
- Felonie. 2. Auflage Spica Verlag Neubrandenburg 2020. ISBN 978-3-946732-67-9.
- Die Kinder des Mondes. Roman. Spica Verlag Neubrandenburg 2018. ISBN 978-3-946732-43-3.
- Die Nacht der Ameisen. Roman. Spica Verlag Neubrandenburg 2020. ISBN 978-3-946732-64-8.

### Essays
- Das kranke Genie. Essay. In: Journal, Zeitschrift der   Kassenärztlichen Vereinigung Mecklenburg-Vorpommern, Schwerin. ISSN 0942-2978. Heft 3/93.
- Der verbotene Körper. Essay. Ebenda, Heft 7/93.
- Die große Plage. Essay. Ebenda, Heft 1/94.
- Die Docterei, die Scharlatans und die Habilen. Essay. Ebenda, Heft 7/94.
- Krankheit und Kreativität. Essay. Ebenda, Heft 1/95.
- Munch in Warnemünde. Essay. Gebundener Sonderdruck aus: Bere Grie - Jahreslesebuch des Literaturförderkreises Kuhtor e.V. Rostock, Rostock 1996.
- Der Poet als Criminator. Essay. In: die horen - Zeitschrift für Literatur, Kunst und Kritik, 41. Jahrgang, Band 2, Bremerhaven 1996. ISSN 0018-4942.
- Morbus - Eine Krankheit in Europa. Essays. Mitteldeutscher Verlag, Halle 1998. ISBN 3-932776-13-5.
- Antonin Artaud - Der Mensch kotzt mich an. Manuskript für eine szenische Lesung mit dem Schauspieler Matthias Kreß. Institut Francaise Rostock am 11. Februar 1999 und Warburg-Haus Hamburg am 27. März 1999.
- Suche nach ursprünglicher Ganzheit. Essay. In: Himmel Erde Horizonte - Monographie zum Werk von Hartwig Hamer. Verlag Gerhard Wolf - Janus press, Berlin 1999. ISBN 3-928942-62-X.
- Jahrtausendknick. Essay. In: Das Verschwinden des Autors. Eine literarische Anthologie. Verband deutscher Schriftsteller, Wiesbaden 2001. ISBN 3-8311-2850-2.
- Artaud und das Verbrechen gegen die Spielregeln. Essay. In: die horen - Zeitschrift für Literatur, Kunst und Kritik, 46. Jahrgang, Band 4, Bremerhaven 2001. ISSN 0018-4942.